# Плавьюк, Николай Васильевич
Никола́й Васи́льевич Плавью́к (укр. Микола Васильович Плав'юк; 5 июня 1925, Русов — 10 марта 2012, Гамильтон) — украинский политический деятель в эмиграции, был последним главой правительства УНР в изгнании. Прекратил свои полномочия 22 августа 1992 года, когда официально передал свои инсигнии первому президенту независимой Украины, Леониду Кравчуку.

## Биография
Николай Плавьюк родился 5 июня 1925 года в селе Русов в Польше (в настоящее время часть Ивано-Франковской области Украины). Во время Второй мировой войны Николай был активистом скаутского движения «Пласт» на Западной Украине, которое по сути было молодёжным отделом Организации украинских националистов. После войны бежал в западную Германию, где получил диплом Мюнхенского университета по экономике. В 1949 году эмигрировал в Монреаль (Канада) и стал активным членом украинской диаспоры Канады.
В середине 1960-х годов он был одним из организаторов Всемирного конгресса свободных украинцев. В 1967—1969 годах был его генеральным секретарём, затем вице-президентом (1973—1978 годы) и, наконец, президентом (1978—1981 годы). Был членом правительства Украинской Народной Республики в изгнании.
После смерти действующего главы правительства УНР в изгнании Николая Ливицкого Плавьюк стал его преемником, занимал должность с 8 декабря 1989 года по 1992 год. На церемониальной сессии Верховной Рады Украины 22 августа 1992 года в Киеве, Николай Плавьюк официально передал государственные регалии УНР первому президенту независимой Украины Леониду Кравчуку, который был избран 1 декабря 1991 года. Также Плавьюк вручил грамоту о том, что независимая Украина, провозглашенная 24 августа 1991 года, является правопреемницей Украинской Народной Республики.
18 мая 1993 года Николаю Плавьюку было предоставлено украинское гражданство. С 1981 года и до смерти был руководителем Организации украинских националистов. Был женат, имел двух сыновей и двух дочерей. Проживал в Киеве и Канаде.
Умер 10 марта 2012 года в Канаде. Похоронен на кладбище святого Владимира в Оквилле.

## Награды
- Орден князя Ярослава Мудрого I степени (5 июня 2007 года) — за самоотверженное служение украинскому народу, выдающиеся личные заслуги в возрождении независимости Украины[10].
- Орден князя Ярослава Мудрого II степени (22 августа 2002 года) — за выдающиеся личные заслуги перед Украиной в становлении её независимости, сохранении и развитии традиций государственного строительства[11].
- Орден «За заслуги» III степени (29 ноября 1996 года) — за личный вклад в развитие украинской государственности, активную общественную и гуманистическую деятельность[12].